# Famille Foucault de Saint-Germain-Beaupré
La famille Foucault de Saint-Germain-Beaupré est une famille de la noblesse française, d'extraction médiévale, originaire de la Marche. Elle s'est éteinte en 1767. Elle a produit des gouverneurs de province et un maréchal de France.

## Histoire
La filiation suivie de la famille Foucault remonte à Guy Foucault, seigneur de Saint-Germain, cité en 1356, marié avec Marguerite de Bonneval.
La famille Foucault de Saint-Germain-Beaupré a fourni un grand nombre d'officiers, dont plusieurs ont été tués à l'ennemi, des chevaliers et des commandeurs de Saint-Jean de Jérusalem.
La famille Foucault de Saint-Germain-Beaupré s'est éteinte en ligne masculine en 1767, en la personne d'Armand Louis Joseph Foucault (1686-1767), grand prieur d'Aquitaine.

## Filiation

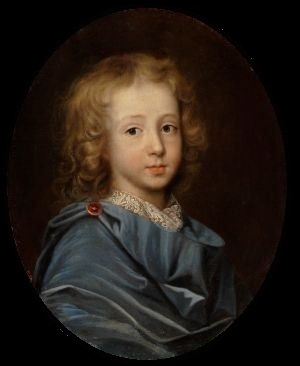
Armand-Louis Foucault, marquis de Saint-Germain-Beaupré

- Aubert Foucault, seigneur du Cros et de Saint-Germain, cité en 1418, capitaine général de l'armée royale en Limousin, marié avec Isabeau Pot, dont :
  - Jean Foucault, seigneur de Saint-Germain ( -1466), capitaine de Lagny-sur-Marne, qu'il défendit en 1432 contre les troupes de Jean de Lancastre, duc de Bedford. Il accompagna le roi Charles VII à Reims, lors de son sacre, et fut enfin nommé par le duc d'Orléans podestat d'Asti, en Milanais.
  - Marc Foucault, seigneur du Cros et de Chatelus, chambellan du roi, marié en 1434 avec Gallienne de Pierrebuffière, dont :
    - André Foucault, seigneur de Saint-Germain-Beaupré, chambellan du roi, marié le 8 juillet 1464 avec Marguerite d'Aubusson, dont :
      - Jacques Foucault, seigneur de Saint-Germain-Beaupré, chambellan du Roi, marié le 25 octobre 1506 avec Claude de Talleyrand, dont :
        - Gabriel Foucault, seigneur de Saint-Germain-Beaupré, capitaine de 100 arquebusiers, marié le 19 novembre 1533 avec Françoise de Villelume. Il fut envoyé en Écosse pour demander la main de la reine Marie Stuart au nom du jeune roi François II.
          - Gaspard Foucault, seigneur de Saint-Germain-Beaupré, passe au protestantisme et pille l'abbaye de Grandmont.
            - Gabriel ( –1633)
              - Henri Foucault, marquis de Saint-Germain-Beaupré (1645), maréchal de camp en 1649, gouverneur de la Marche, marié en 1644 à Marie de Bailleul, fille du surintendant des finances.
                - Louis ( –1719) 
                  - Armand Foucault, marquis de Saint-Germain-Beaupré (1679-1752), brigadier des armées du roi (1719), marié en 1711 à Anne-Bonne Doublet de Persan, dont une fille.
                  - Armand Louis Joseph Foucault (1686-1767), seigneur de Saint-Germain-Beaupré, brigadier des armées du roi, grand prieur d'Aquitaine. Il fut le dernier de son nom en ligne masculine.

              - Louis Foucault, comte du Daugnon, vice-amiral de France, maréchal de France en 1653, décédé en 1669.

      - Pierre
        - Charles
          - Étienne
            - Philippe
              - Gilbert
                - Charles Foucault, comte de Rasés, tué en 1675 à la bataille de Turckheim, lieutenant-général des armées du roi.
                - Michel, comte de Rasés
                  - Charles Gilbert, seigneur de la Poupardière
                    - Charles-Louis Foucault, seigneur de la Poupardière, né 1712, brigadier des armées du roi en 1772.

## Titres
- Marquis de Saint-Germain par lettres patentes de 1645

Armes de la famille Foucault de Saint-Germain

## Armes
- D'azur semé de fleur de lys d'or[2]

Jullien de Courcelles écrit à propos de ces armes : « Il a été constaté par procès-verbal dressé au château de Saint Germain en 1762 que ces armes sont celles de la baillie de Limoges adoptées par erreur par les seigneurs de Saint-Germain Beaupré lesquels portaient originairement un lion comme on le voyait dans la chapelle et dans divers autres endroits du même château et comme le prouve le testament original de Gui Foucault seigneur de Saint-Germain de l’an 1278, scellé de son sceau représentant un lion surmonté d’un lambel qui sont les armes des Foucauld-Lardimalie avec une brisure. »

## Alliances
Les principales alliances de la famille sont : Pot de Rodes, de Pierre-Bussière, d'Aubusson, de Talleyrand, de Villelume, de Pompadour 1572, de Castelnau, de Pons-Rochefort, de Bailleul, Doublet de Persan, de Grivel, de Rochechouart, de Gourjault, de Beauvau.